# Porta Camollia
La Porta Camollia est l'une des anciennes portes des remparts de la ville de Sienne qui enserrent le centre historique de la ville.
Elle est l'aboutissement,  vers le centre historique, de la Via Camollia (territoire de la Contrada Sovrana dell'Istrice, la contrade du Porc-épic).

## Histoire
Son  nom est lié à la légende de la fondation de Sienne, selon laquelle, au VIIe siècle av. J.-C., Romulus envoya Camulius  pour capturer Senio et Ascanio ses petits-enfants ayant fui Rome après la mort de leur père Rémus.
Accès privilégié des arrivants de Florence dans la ville par le Nord, construite au XIIIe siècle avec l'Antiporto di Camollia et bien que la plus protégée au cours des siècles, elle fut détruite pendant le siège de 1555 et son aspect actuel date de 1604, défini par Alessandro Casolari  et décoré par le sculpteur  Domenico Cafaggi.
La devise de la ville de Sienne figure sur l'arcature de la porte en latin : « Cor magis tibi Sena pandit ». soit « Sienne t'ouvre grand son cœur ».